# 小行星7828
小行星7828（英語：7828 Noriyositosi）是一颗围绕太阳公转的小行星。1992年9月28日，箭内政之、渡邊和郎在北见发现了此天体。
这颗小行星的绝对星等为119.9199845875038等。